# Listy komisyjne
Listy komisyjne (również listy prowizyjne, patent konsularny) – dokument (istniejący faktycznie w liczbie pojedynczej, a nie mnogiej), na mocy którego państwo wysyłające mianuje określoną osobę kierownikiem jej urzędu konsularnego w określonym państwie przyjmującym.
Listy komisyjne wskazują imię i nazwisko kierownika, jego kategorię, klasę urzędu, jego siedzibę oraz okręg konsularny, czyli obszar państwa przyjmującego, na którym urząd konsularny może działać (okręgiem konsularnym może również być całe terytorium państwa przyjmującego). Formą akceptacji listów komisyjnych przez państwo przyjmujące jest exequatur.